# Pavetta basilanensis
Pavetta basilanensis är en måreväxtart som beskrevs av Cornelis Eliza Bertus Bremekamp. Pavetta basilanensis ingår i släktet Pavetta och familjen måreväxter. Inga underarter finns listade i Catalogue of Life.